# Claudia Dabda
Claudia Voulania Dabda (Yaundé, 1 de julio de 2001) es una futbolista profesional camerunesa que juega como defensa en el club Al-Hilal de la Saudi Women's Premier League y en la Selección femenina de fútbol de Camerún.

## Trayectoria

### Dinamo Minsk
El 29 de abril de 2020, Dabda fichó por el Dinamo Minsk de la Women's Premier League de Bielorrusia. Fue el segundo fichaje africano del club tras la contratación de la defensa sudafricana Bambanani Mbane en febrero.
Dabda desempeñó un papel importante en la histórica victoria del Dinamo Minsk en la Premier League en 2020, asegurando el primer título de la historia del club. Notablemente, continuó su contribución cuando el Dinamo Minsk conquistó el campeonato en las dos temporadas siguientes. Dabda disputó 66 partidos y marcó 8 goles.

### Toulouse
En enero de 2023, Dabda firmó un contrato de seis meses con el Toulouse francés. Dabda se incorporó al Toulouse con el objetivo de alejar al club del descenso, dada su posición penúltima en la clasificación. A pesar de sus esfuerzos y de que el equipo cosechó tres empates y dos victorias, el Toulouse se enfrentó al descenso a la 3ª División.

### Al-Hilal
En agosto de 2023, Dabda fichó por el club saudí Al-Hilal. debutó con el club durante el Campeonato de Clubes Saudí-Jordano celebrado en Jordania del 23 al 27 de agosto de 2023.
Dabda marcó un doblete en la derrota por 4-3 ante Al-Nassr en el derbi de la capital. convirtiéndose en la primera camerunesa en marcar en la liga.

## Selección nacional
Dabda debutó como capitana absoluta en el partido de clasificación para la Copa Africana de Naciones 2022 contra la República Centroafricana en octubre de 2021.
Dabda formó parte de la selección sub-17 de Camerún para la Copa Mundial Femenina Sub-17 de la FIFA 2016 y la Copa Mundial Femenina Sub-17 de la FIFA 2018.

### Participaciones
Actualizado al último partido disputado el 16 de noviembre de 2023.
| Selección | Año   | Partidos | Goles |
| --------- | ----- | -------- | ----- |
| Camerún   | 2021  | 2        | 0     |
| Camerún   | 2022  | 6        | 0     |
| Camerún   | 2023  | 2        | 0     |
| Total     | Total | 8        | 0     |

## Estadísticas

### Clubes
Actualizado al último partido disputado el 18 de enero de 2025.
| Club                       | Div.          | Temporada     | Liga  | Liga  | Liga   | Copas | Copas | Copas  | Internacional | Internacional | Internacional | Total | Total | Total  | Media goleadora |
| Club                       | Div.          | Temporada     | Part. | Goles | Asist. | Part. | Goles | Asist. | Part.         | Goles         | Asist.        | Part. | Goles | Asist. | Media goleadora |
| -------------------------- | ------------- | ------------- | ----- | ----- | ------ | ----- | ----- | ------ | ------------- | ------------- | ------------- | ----- | ----- | ------ | --------------- |
| Dinamo Minsk · Bielorrusia | 1.ª           | 2020          | 22    | 3     | -      | 2     | 0     | -      | -             | -             | -             | 24    | 3     | -      | 0.13            |
| Dinamo Minsk · Bielorrusia | 1.ª           | 2021          | 24    | 5     | -      | 4     | 1     | -      | 2             | 0             | -             | 30    | 6     | -      | 0.2             |
| Dinamo Minsk · Bielorrusia | 1.ª           | 2022          | 20    | 0     | -      | 4     | 0     | -      | 2             | 0             | -             | 26    | 0     | -      | 0               |
| Dinamo Minsk · Bielorrusia | Total club    | Total club    | 66    | 8     | -      | 10    | 1     | -      | 4             | 0             | -             | 80    | 9     | -      | 0.11            |
| Toulouse Francia           | 2.ª           | 2022-23       | 7     | 0     | -      | -     | -     | -      | -             | -             | -             | 7     | 0     | -      | 0               |
| Toulouse Francia           | Total club    | Total club    | 7     | 0     | -      | -     | -     | -      | -             | -             | -             | 7     | 0     | -      | 0               |
| Al-Hilal Arabia Saudita    | 1.ª           | 2023-24       | 12    | 4     | 0      | 2     | 0     | 0      | -             | -             | -             | 14    | 4     | 0      | 0.29            |
| Al-Hilal Arabia Saudita    | 1.ª           | 2024-25       | 10    | 1     | 0      | 2     | 0     | 0      | -             | -             | -             | 12    | 1     | 0      | 0.08            |
| Al-Hilal Arabia Saudita    | Total club    | Total club    | 22    | 5     | 0      | 4     | 0     | 0      | -             | -             | -             | 26    | 5     | 0      | 0.19            |
| Total carrera              | Total carrera | Total carrera | 95    | 13    | 0      | 14    | 1     | 0      | 4             | 0             | 0             | 113   | 14    | 0      | 0.12            |
|                            |               |               |       |       |        |       |       |        |               |               |               |       |       |        |                 |

## Palmarés

### Campeonatos nacionales
| Título             | Equipo       | Año  |
| ------------------ | ------------ | ---- |
| Campeonato de Liga | Dinamo Minsk | 2020 |
| Copa               | Dinamo Minsk | 2020 |
| Campeonato de Liga | Dinamo Minsk | 2021 |
| Copa               | Dinamo Minsk | 2021 |
| Campeonato de Liga | Dinamo Minsk | 2022 |
| Copa               | Dinamo Minsk | 2022 |